# Frog Pool
Frog Pool – wieś w Anglii, w hrabstwie Worcestershire, w dystrykcie Malvern Hills. Leży 13 km na północny zachód od miasta Worcester i 173 km na północny zachód od Londynu.